# Oleg Matwiejew
Oleg Matwiejew (ros. Олег Илларионович Матвеев; ur. sierpień 1917, zm. 14 lutego 1945 w pobliżu Piły) – kapitan lotnictwa Armii Czerwonej, pilot ludowego Wojska Polskiego.

## Życiorys
Jego ojcem był piotrogradzki tramwajarz. Rodzina przeprowadziła się do Wysznijskiego Wołoczoka, gdzie ukończył szkołę podstawową. We wrześniu 1936 r. wyjechał do Moskwy, gdzie zatrudnił się jako laborant w Akademii Nauk ZSRR. W trybie dla pracujących zdał egzamin maturalny i w 1938 r. rozpoczął naukę w Akademii Lotniczej Armii Czerwonej na specjalności technik uzbrojenia. W moskiewskim aeroklubie ukończył szkolenie pilotażowe. Akademię Lotniczą ukończył w połowie 1942 r. i został przydzielony do służby w pułku zapasowym. 
W 1943 został instruktorem w radzieckich Wojskowych Siłach Powietrznych. W tym samym roku został skierowany do służby w Wojsku Polskim w ZSRR. Instruktor i pomocnik dowódcy pułku ds. strzelania powietrznego w 1 pułku lotnictwa myśliwskiego „Warszawa”. Wyróżniał się umiejętnościami pedagogicznymi i odwagą podczas walk.
14 lutego 1945 roku wystartował z lotniska w Bydgoszczy w samolocie „Jak” w kierunku Debrzna, lecąc na rozpoznanie linii komunikacyjnej. Został zastrzelony pociskiem z działa przeciwlotniczego, które przebiło lewe skrzydło samolotu.

## Odznaczenia
- Order Czerwonego Sztandaru – pośmiertnie, 7 kwietnia 1945

## Upamiętnienie
Ulica nosząca jego nazwisko znajdowała się do roku 2017 w Pile (osiedle Górne).

## Filmy dokumentalne
- Jeden z wielu, film dokumentalny, fabularyzowany; scenariusz i reżyseria: Barbara Sokolenko, Czołówka 1979, 15 min[4].